# Helicoblepharum fuscidulum
Helicoblepharum fuscidulum är en bladmossart som beskrevs av Brotherus 1907. Helicoblepharum fuscidulum ingår i släktet Helicoblepharum och familjen Daltoniaceae. Inga underarter finns listade i Catalogue of Life.